# 山謬·毛茲
山謬·毛茲（希伯來語：‎，1962年5月23日—)，以色列電影導演。

## 生平
1982年，年僅20歲的山謬·毛茲是以色列第一批入侵黎巴嫩的坦克上的射擊手，戰爭結束後，他前往貝特茲維戲劇學校主修攝影。
2009年，他根據自己於第五次中東戰爭中的經歷，完成了第一部劇情長片《黎巴嫩》，在接連被柏林影展與坎城影展拒絕後，被第66屆威尼斯影展獲選為正式競賽片，最終獲得最高榮譽金獅獎，是首部獲得該獎項的以色列電影。全片視角聚焦在一輛坦克車裡的士兵要從黎巴嫩撤退的過程，被許多外國媒體認為帶有反戰色彩，在以色列國內引起兩極評價。
2017年，他執導的第二部長片《今天跳舞不打仗》再度以軍人為題材，進入第74屆威尼斯影展正式競賽單元，並獲得評審團大獎；以色列文化與運動部長蜜瑞·瑞傑夫在威尼斯影展前後兩次批評這部電影破壞以色列國防軍形象，意圖激起年輕一代反對以色列軍方。

## 電影作品
- 2009年：《黎巴嫩》(לבנון)
- 2017年：《今天跳舞不打仗》(פוקסטרוט)

## 外部連結
- 山謬·毛茲在互联网电影资料库（IMDb）上的資料（英文）